# Torsebro naturreservat
Torsebro naturreservat är ett naturreservat i Kristianstads kommun i Skåne län.
Området är naturskyddat sedan 2024 och är 42 hektar stort. Reservatet ligger vid Helge å norr om Kristianstad och består av gammal ekskog och bokskog.